# ضد سلیگر
«ضد سلیگر» گردهمایی فعالان مدنی و محیط زیستی است که از ۱۷ تا ۲۰ ژوئن ۲۰۱۱ در روسیه، در جنگل خیمکی در نزدیکی مسکو برگزار شد. ابتکار برگزاری این گردهمایی توسط جنبش دفاع از جنگل خیمکی پیشنهاد شده است.
به گفته رهبر این جنبش، یوگنیا چیریکووا، «ضد سلیگر» جایگزینی برای انجمن طرفدار کرملین در دریاچه سلیگر است. از سوی دیگر، این مکان برای جلسات و بحث‌های فعالان مدنی است که می‌خواهند متحد شوند و بر حقوق خود بایستند. این گردهمایی، به‌ویژه در واکنش به فضای بسته سیاسی و محدودیت‌های اعمال‌شده بر آزادی بیان شکل گرفت. شرکت‌کنندگان با برگزاری کارگاه‌ها، سخنرانی‌ها و فعالیت‌های گروهی، تلاش می‌کنند آگاهی عمومی را افزایش دهند و شبکه‌ای از کنشگران مستقل ایجاد کنند. هدف اصلی آن‌ها، تقویت جامعه مدنی و مقابله با سانسور و سرکوب سیاسی است.
برگزارکنندگان از فعالان مدنی و محیط زیستی، سیاستمداران، هنرمندان و همه شهروندان فعالی که مایل به حمایت از حفاظت از طبیعت و توسعه جامعه مدنی هستند، دعوت کرده بودند. این برنامه شامل سخنرانی‌ها، اجراهای موسیقی و ادبی، نمایشگاه‌ها، مسابقات، مناظره‌ها، پیاده‌روی و کاشت درخت در جنگل خیمکی بود.
سخنرانان شامل یوگنیا چیریکووا، اولگ کاشین روزنامه‌نگار، اولگ کوزلوفسکی فعال دموکراسی، سرگئی میرونوف رئیس سابق شورای فدراسیون، سرگئی میتروخین رهبر حزب یابلوکو، الکساندر موروزوف سیاستمدار، الکسی ناوالنی فعال ضد فساد، بوریس نمتسوف رهبر جنبش همبستگی، النا پانفیلووا رئیس سازمان شفافیت بین‌الملل - روسیه، والری پانیوشکین و لئونید پارفنوف روزنامه‌نگاران، آرتمی ترویتسکی منتقد هنری، ایلیا وارلاموف وبلاگ‌نویس محبوب و دیگران بودند.
برخی دیگر از چهره‌های سرشناس روس در این مراسم شرکت نکردند، اما از جمله گنادی گودکوف، نماینده دومای دولتی و لیودمیلا الکسیوا، فعال حقوق بشر، از این مراسم حمایت کردند. حضور نمادین این افراد، نشان‌دهنده اهمیت اجتماعی و سیاسی مراسم بود. آن‌ها با انتشار بیانیه‌هایی، بر لزوم حفظ آزادی‌های مدنی، احترام به حقوق بشر و تقویت همبستگی ملی تأکید کردند. این مراسم نه‌تنها جنبه یادبود داشت، بلکه به بستری برای ابراز دیدگاه‌های انتقادی و حمایت از ارزش‌های دموکراتیک در فضای عمومی تبدیل شد.
به شرکت‌کنندگان چادر، غذای گرم، سرویس بهداشتی و امکانات شستشو و همچنین حمل و نقل با اتوبوس از مسکو ارائه شد. در طول اقامتشان، دو الزام بر شرکت‌کنندگان اعمال شد: احترام به یکدیگر و پرهیز از نوشیدن الکل.
هزینه این گردهمایی، حداقل تا حدی، از محل کمک‌های مالی حامیان شخصی و سازمان‌های مخالف تأمین شد. این کمک‌ها شامل حمایت‌های مالی کوچک از سوی شهروندان، فعالان مدنی، و نهادهای غیردولتی بود که با هدف تقویت جامعه مستقل و ترویج گفت‌وگوی آزاد صورت گرفت. برخی از این سازمان‌ها در زمینه حقوق بشر، محیط زیست و آزادی رسانه فعالیت داشتند و با تأمین منابع، امکان برگزاری کارگاه‌ها، تهیه تجهیزات و پوشش رسانه‌ای را فراهم کردند. این حمایت‌ها نقش مهمی در استقلال مالی و محتوایی گردهمایی ایفا کردند.
در ۱۵ ژوئن، برگزارکنندگان نامه‌ای به دیمیتری مدودف، رئیس‌جمهور روسیه، ارسال کردند و از او خواستند که اطمینان حاصل کند که کار این انجمن با مانعی مواجه نشود. با وجود حضور تعدادی پلیس در محل، هیچ گزارشی از درگیری یا خشونت از هیچ‌یک از طرفین گزارش نشده است.
یوگنیا چیریکووا پیش‌بینی کرده بود که احتمالاً انتخابات بعدی ضد سلیگر در اوت ۲۰۱۲ برگزار خواهد شد.

### مقالات
- به آنتی-سلیگر خوش آمدید. اخبار مسکو. ۲ ژوئن ۲۰۱۱
- ضد سلیگر. نیویورکر. ۲۰ ژوئن ۲۰۱۱
- در جنگل خیمکی، اپوزیسیون به دنبال صدایی برای خود می‌گردد. مسکو تایمز. ۲۱ ژوئن ۲۰۱۱
- فعالان روسی لحظه ووداستاک را در جنگل خیمکی در خارج از مسکو به اشتراک می‌گذارند. واشینگتن پست. ۲۱ ژوئن ۲۰۱۱